# Шляпников, Андрей Вадимович
Андре́й Вади́мович Шля́пников (род. 13 января 1959, Кострома) — советский легкоатлет, специализировался в беге на короткие дистанции. Выступал за сборную СССР по лёгкой атлетике в 1979—1987 годах, чемпион Европы, победитель Кубка Европы, бронзовый призёр чемпионата Европы в помещении, обладатель серебряной медали Универсиады, многократный победитель и призёр первенств всесоюзного значения, участник летних Олимпийских игр в Москве. Представлял Москву и спортивное общество «Динамо». Мастер спорта СССР международного класса. Также известен как спортивный функционер, организатор соревнований по лёгкой атлетике.

## Биография
Андрей Шляпников родился 13 января 1959 года в Костроме. С 1975 года постоянно проживал и тренировался в Москве, выступал за спортивное общество «Динамо».
Впервые заявил о себе на всесоюзном уровне в сезоне 1979 года, когда на чемпионате страны в рамках VII летней Спартакиады народов СССР в Москве стал серебряным призёром в индивидуальном беге на 100 метров и в эстафете 4 × 200 метров, тогда как в эстафете 4 × 100 метров с московской командой превзошёл всех соперников. Попав в состав советской сборной, выступил на Кубке мира в Монреале, где в эстафете 4 × 100 метров занял итоговое шестое место. Будучи студентом, представлял Советский Союз на Универсиаде в Мехико — в дисциплинах 100 и 200 метров дошёл до полуфиналов.
В 1980 году на зимнем чемпионате СССР в Москве одержал победу на дистанциях 60 и 200 метров, в то время как на чемпионате Европы в помещении в Зиндельфингене в финале бега на 60 метров финишировал пятым. Благодаря череде удачных выступлений удостоился права защищать честь страны на летних Олимпийских играх в Москве — в программе бега на 100 метров остановился на стадии четвертьфиналов. На последовавшем летнем чемпионате СССР в Донецке победил в 200-метровой дисциплине, взял бронзу на 100 метрах и в эстафете 4 × 100 метров.
В 1981 году в беге на 60 метров стал бронзовым призёром на зимнем чемпионате СССР в Минске, в беге на 50 метров получил бронзу на чемпионате Европы в помещении в Гренобле. Помимо этого, выиграл эстафету 4 × 100 метров на летнем чемпионате СССР в Москве, был вторым в эстафетной гонке на Универсиаде в Бухаресте и на Кубке Европы в Загребе.
В 1982 году в дисциплине 60 метров получил бронзовую награду на зимнем чемпионате СССР в Москве, в эстафете 4 × 100 метров победил на летнем чемпионате СССР в Киеве.
На VIII летней Спартакиаде народов СССР в Москве, прошедшей в июне 1983 года, в беге на 100 метров уступил только нигерийцу Инносенту Эгбунике, в эстафете 4 × 100 метров так же стал серебряным призёром.
На чемпионате СССР 1984 года в Донецке вновь выиграл серебряную медаль в эстафете 4 × 100 метров.
В 1985 году на чемпионате СССР в Ленинграде получил серебро и бронзу в индивидуальном беге на 100 метров и в эстафете 4 × 100 метров соответственно. На Кубке Европы в Москве завоевал золото в эстафетной гонке.
В 1986 году на чемпионате СССР в Киеве взял бронзу на дистанции 100 метров и серебро в эстафете 4 × 100 метров. На впервые проводившихся Играх доброй воли в Москве финишировал шестым в финале 100-метровой дистанции. Принимал участие в чемпионате Европы в Штутгарте, бежал за советскую эстафетную команду на предварительном квалификационном этапе — в итоге советские бегуны стали здесь чемпионами.
На чемпионате СССР 1987 года в Брянске добавил в послужной список ещё одну золотую награду, выигранную в эстафете 4 × 100 метров.
За выдающиеся спортивные достижения удостоен почётного звания «Мастер спорта СССР международного класса».
Окончил Московский институт инженеров гражданской авиации по специальности «эксплуатация самолётов, авиадвигателей и вертолетов» и Ярославский государственный педагогический университет имени К. Д. Ушинского по специальности «тренер-преподаватель».
После завершения спортивной карьеры проявил себя как спортивный функционер, занимал должность директора департамента развития спорта и туризма в Костромской области, работал в Российском студенческом спортивном союзе и Всероссийской федерации лёгкой атлетики. Участвовал в организации чемпионата мира 2006 года в Москве и Универсиады 2013 года в Казани, организатор чемпионатов России по лёгкой атлетике среди студентов.